# Zlatan Ljubijankič
Zlatan Ljubijankič (Ljubljana, 1983. december 15. –) szlovén labdarúgó, jelenleg a belga Gent és a szlovén válogatott csatára.

## Karrierje
Pályafutását a szlovén NK Domžale csapatában kezdte 2002-ben. Itt hat évet töltött, ezalatt több, mint százötven mérkőzésen összesen 43 gólt szerzett.
2008-ban leigazolta a belga Gent, ahonnan 4 évvel később Japánba ment Omiya Ardija csapatához. Két év elteltével, 2014-ben elhagyta a csapatot, amikor az a második osztályba csúszott. Jelenleg a Urawa Red Diamonds csapatában játszik.
A 2010-es Világbajnokságon szerepet kapott, azon a meccsen ahol a Szlovén csapat az Egyesült Államokkal 2:2-t játszott.

## Sikerei, díjai

### Domžale
- Bajnok: 2006-07
- Szuperkupa-győztes: 2007

### Gent
- Kupagyőztes: 2009-10

## Válogatott góljai
| #  | Időpont             | Helyszín                                                  | Ellenfél         | Állás | Végeredmény | Kiírás         |
| -- | ------------------- | --------------------------------------------------------- | ---------------- | ----- | ----------- | -------------- |
| 1. | 2006. február 28.   | Neo GSZ Stadion, Lárnaka, Ciprus                          | Ciprus           | 0–1   | 0–1         | Barátságos     |
| 2. | 2008. október 11.   | Ljudski vrt, Maribor, Szlovénia                           | Észak-Írország   | 2–0   | 2–0         | Vb-selejtező   |
| 3. | 2009. augusztus 12. | Ljudski vrt, Maribor, Szlovénia                           | San Marino       | 5–0   | 5–0         | Vb-selejtező   |
| 4. | 2009. szeptember 5. | Wembley Stadion, London, Anglia                           | Anglia           | 2–1   | 2–1         | Barátságos     |
| 5. | 2010. június 18.    | Ellis Park Stadium, Johannesburg, Dél-afrikai Köztársaság | Egyesült Államok | 2–0   | 2–2         | Világbajnokság |